# Scott Monument
Scott Monument je viktoriánsko - gotický památník a věž skotského básníka a spisovatele Sira Waltera Scotta (1771–1832). Byl postaven roku 1844 v Princes Street Gardens v Edinburghu, v blízkosti železniční stanice Waverley. Věž je 61 metrů vysoká. Kromě sochy spisovatele jsou na dílo umístěny další sochy mužů a žen.